# Myospila cuthberstoni
Myospila cuthberstoni är en tvåvingeart som beskrevs av John Otterbein Snyder 1940. Myospila cuthberstoni ingår i släktet Myospila och familjen husflugor. Inga underarter finns listade i Catalogue of Life.